# Belle du Seigneur
Belle du Seigneur é um romance histórico de 1968 da autoria do escritor suíço Albert Cohen. Situada em Genebra na década de 1930, a narrativa gira em torno de um judeu do Mediterrâneo, empregado na então Liga das Nações, e o seu romance com uma aristocrata suíça casada. O romance é a terceira parte de uma série de quatro livros, seguida por Solal des Solals e Nailcruncher, e precede Les Valeureux. O livro recebeu o Grand Prix du roman de l'Académie française. Uma adaptação para o cinema em língua inglesa, protagonizada por Jonathan Rhys Meyers e Natalia Vodianova, irá estrear em 2012.

## Receção
Emma Klein, do jornal The Independent, escreveu em 1995: "Não obstante as passagens de lirismo que rivalizam com o Cântico dos Cânticos, Belle du Seigneur é mais do que uma história de amor. Na sua base, com a sua sobriedade, minuciosamente se observa uma sátira das pretensões e fragilidades humanas, as suas frequentes e assombrosas alusões à morte que espreita à espera, fazendo jus a um episódio das escrituras Vaidade das vaidades mais pulsante, exuberante."